# 高舘村
高舘村（たかだてむら）は、1889年から1955年まで日本の宮城県名取郡にあった村である。高館村とも書いた。名取川が仙台平野に出るあたりの南岸にある農村であった。

## 概要
村の面積の半分以上を高舘丘陵の丘陵地が占め、東部が仙台平野である。北の境は名取川で区切られる。
町村制施行にともない1889年（明治22年）に吉田村、川上村及び熊野堂村の区域をもって、高舘村が発足する。
1955年（昭和30年）に高舘からみて南と東にある町村と合併して名取町となり、これが3年後に市制施行して名取市となり、現在に至る。合併は宮城県の案に従って行われたが、高舘村の東隣の中田村は1941年（昭和16年）に仙台市に合併しており、仙台との直線距離がさして変わらない高舘村にも、当時は仙台市への合併に傾く者が多かった。そのため一時は合併協議から退きかけたが、県の強い働きかけで名取町への合併に加わった。
高舘村が発足以前、江戸時代の初めの寛永検地での人口は2939人、明治初年の人口は2597人あった。名取町が発足時の1955年の人口は4673人であった。

## 行政

### 村長
- 三浦清 1889年（明治22年）4月23日 - 1897年（明治30年）4月22日
- 橘内季一 1898年（明治31年）[4] - 1898年（明治31年）6月24日
- 三浦清 1898年（明治31年）7月15日 - 1906年（明治39年）7月25日
- 遠藤常治 1906年（明治39年）7月25日 - 1910年（明治43年）8月18日
- 三浦清 1910年（明治43年）8月18日 - 1912年（明治45年）7月24日
- 菅井熊治 1912年（大正元年）8月8日 - 1915年（大正4年）2月9日
- 阿部市太郎 1915年（大正4年）3月4日 - 1919年（大正8年）3月3日
- 三浦清 1919年（大正8年）4月24日 - 1919年（大正8年）12月31日
- 遠藤貞介 1920年（大正9年）2月14日 - 1921年（大正10年）3月31日
- 菅井熊治 1921年（大正10年）6月16日 - 1925年（大正14年）6月15日
- 佐伯忠治 1925年（大正14年）7月6日 - 1937年（昭和12年）7月8日
- 菊地彦三郎 1937年（昭和12年）7月9日 - 1941年（昭和16年）7月8日
- 菅井与左エ門 1941年（昭和16年）7月9日 - 1945年（昭和20年）7月8日
- 菊地彦三郎 1945年（昭和20年）7月18日 - 1946年（昭和21年）11月28日
- 三浦孝 1947年（昭和22年）4月5日 - 1955年（昭和30年）3月31日

## 教育
1885年（明治18年）に吉田村に作られた吉田小学校が、高舘村成立時に高舘小学校と改称した。高舘小には北西に熊野堂分教場、さらに西に余方分教場があったが、熊野堂分教場は1904年（明治37年）に廃止された。高舘中学校は、1947年（昭和22年）に新設された。
- 高舘村立高舘小学校
- 高舘村立高舘中学校